# ニコラ・ユルチェヴィッチ
ニコラ・ユルチェヴィッチ（Nikola Jurčević、1966年9月14日 - ）は、クロアチア (旧ユーゴスラビア)・ザグレブ出身の元同国代表サッカー選手、サッカー指導者。現役時代のポジションはFW。

## クラブ経歴
1984年、NKディナモ・ザグレブでプロデビュー。1988年には初めての海外挑戦としてベルギーのロイヤル・アントワープFCに移籍するが、1シーズンでリーグ戦1試合の出場に終わったため、1年でNKザグレブへと戻った。1991年、SVアウストリア・ザルツブルクに移籍。1993-94シーズンにはリーグ得点王に輝くなど、5シーズンでリーグ戦42得点を挙げる活躍を見せ、1995-96シーズン開幕前にブンデスリーガのSCフライブルクに引き抜かれた。しかし、フライブルクではアウストリア・ザルツブルク時代ほどの成績を残すことができず、1999年に現役を引退した。

## 代表経歴
1990年12月22日、ルーマニア代表との親善試合でクロアチア代表初キャップを刻んだ。1996年、UEFA EURO 1996に臨むクロアチア代表に招集され、グループステージ2試合とベスト8のドイツ代表戦の合計3試合に出場した。

## 指導者経歴
2002年、選手時代の古巣NKザグレブで指導者キャリアをスタートさせると、2003-04シーズンにはNKディナモ・ザグレブを率いてリーグ戦は準優勝、クロアチア・カップは優勝を果たした。2006年からはクロアチア代表のアシスタントコーチを務め、3度のメジャー大会に出場した代表を支えた。
2019年2月11日、アゼルバイジャン代表の監督に就任し、キャリア初となるナショナルチームの指揮官となった。しかし、10試合を終えた段階で成績不振によって解任された。
2023年10月2日、レバノン代表の監督に就任したが、わずか2か月後に双方の合意により退任した。

## タイトル

### 選手時代
NKザグレブ
- ユーゴスラビア3部リーグ : 1回 (1989-90)
- ユーゴスラビア2部リーグ : 1回 (1990-91)

アウストリア・ザルツブルク
- オーストリア・ブンデスリーガ : 2回 (1993-94, 1994-95)

個人
- オーストリア・ブンデスリーガ得点王 : 1回 (1993-94)

### 指導者時代
NKディナモ・ザグレブ
- フルヴァツキ・ノゴメトニ・クプ：1回（2003-04）
- フルヴァツキ・ノゴメトニ・スーペルクプ：1回（2003）